# Rabóc
Rabóc (szlovákul: Hrabovec) község Szlovákiában, az Eperjesi kerület Bártfai járásában.

## Fekvése
Bártfától 9 km-re délkeletre, a Tapoly bal partján fekszik.

## Története
1338-ban említik először.
A 18. század végén Vályi András így ír róla: „HRABÓCZ. Hrabovcze. Tót falu Sáros Várm. földes Ura G. Szirmay Uraság, lakosai katolikusok, fekszik Bártfához 3/4 mértföldnyire, ’s az Uraságnak kastéllyával ékes, papíros malma is van, határja közép termékenységű.”
Fényes Elek 1851-ben kiadott geográfiai szótárában így ír a faluról: „Hrabocz tót f., Sáros vmegyében, a Tapoly völgyében, Bártfához keletre 1 1/2 mfd. 395 kath., 2 zsidó lak. Kath. paroch. templom. Vizimalom. Sok és jó rét. Termékeny föld.”
A trianoni diktátum előtt Sáros vármegye Bártfai járásához tartozott.

## Népessége
| Év:            | 1994. | 2004.    | 2014.   | 2024.   |
| -------------- | ----- | -------- | ------- | ------- |
| Emberek száma: | 451   | 502      | 527     | 496     |
| Eltérés:       |       | +11,30 % | +4,98 % | -5,88 % |

| Év:            | 2023. | 2024.   |
| -------------- | ----- | ------- |
| Emberek száma: | 495   | 496     |
| Eltérés:       |       | +0,20 % |

1910-ben 238, túlnyomórészt szlovák lakosa volt.
2001-ben 474 lakosából 469 szlovák volt.
2011-ben 514 lakosából 484 szlovák.

## Külső hivatkozások
- Községinfó
- Rabóc Szlovákia térképén
- E-obce.sk[halott link]